# Kamux
Kamux Oyj är ett finländskt företag specialiserat på handel med begagnade bilar. Förutom i Finland är företaget även verksamt i Sverige och Tyskland. I december 2020 hade Kamux sammanlagt 78 fysiska butiker och en onlinebutik.  År 2020 var koncernens omsättning cirka 724 miljoner euro och företaget hade cirka 713 anställda.

## Historia

### 2000–2009
Juha Kalliokoski, som tidigare hade arbetat som polis och bilhandlare, grundade Kamux år 2000. Företagets namn kommer från de första bokstäverna i sitt eget namn och hustrun Marias namn. "Ju-Ma-Ka" blev till "Kamuja" (kompisar) och sedan Kamux. Företaget inledde 2003 sin verksamhet i Tavastehus.
2005 började Kamux leverera bilar hem till sina kunder.
2006 var Kamux verksamt på ett ställe i Tavastehus, där ägaren och en anställd arbetade. Kalliokoski bestämde sig för att fokusera på bilar av medelprisklass, eftersom vinsterna från dyrare bilar proportionellt sett var mindre.

### 2010–2019
År 2010 uppgick omsättningen till över 50 miljoner euro.
2011 blev Intera Partners delägare i Kamux.
I december 2012 öppnades den första butiken i Sverige. Bolagets omsättning var då över 100 miljoner euro.
År 2014 uppgick omsättningen till över 200 miljoner euro.
I december 2015 öppnade Kamux sin första butik i Tyskland, i Nedderfeld, ett handelsområde i Hamburg. Årets omsättning uppgick till 310 miljoner euro. Den hade under åren 2005–2015 i genomsnitt vuxit med 40 procent per år.
På våren 2016 omfattade kedjan 33 butiker i Finland, 9 i Sverige och en i Tyskland. I samband med börsintroduktionen i maj kom det fram  att bolaget i vissa butiker hade betalat ersättning i form av bensin till en del av chaufförerna. Det hade inte betalats skatt eller arbetsgivaravgifter på ”bensinlönerna”. När Kamux styrelse fick höra talas om saken, av en före detta Kamux-anställd, bestämde sig styrelsen för att avbryta börsnoteringen. Kamux kontaktade själv skattemyndigheten. I december öppnades ytterligare en butik i Tyskland, nämligen i Elmshorn nära Hamburg. Koncernens omsättning var nu cirka 405 miljoner euro och den hade 343 anställda. Den största ägaren i bolaget var riskkapitalbolaget Intera Partners med en andel om 57 procent, medan Juha Kalliokoskis andel var 18 procent.
Kamux börsintroducerades på Helsingforsbörsens huvudlista i maj 2017. Kamux var det första företaget inom  bilbranschen som börsintroducerades i Finland. I november informerade Kamux om att företaget skulle grunda en egen butik för bilar med låga utsläppsnivåer i Kånala i Helsingfors. Under konceptet Kamux Green samlades såväl hybrid-, el-, gas- som Etanolbilar. Här såldes även bensin- och dieselbilar.
I december 2019 köpte Kamux affärsverksamheten av Autosilta i Esbo.

### 2020–
Kamux resultat mellan april och juni 2020 var det bästa bolaget hittills hade gjort. I september sålde Intera Partners resten av de Kamux aktier de hade ägt. Kedjan öppnade sju nya butiker.
I maj 2021 öppnade Kamux sin största butik någonsin i Göteborg.

## Affärsverksamhet

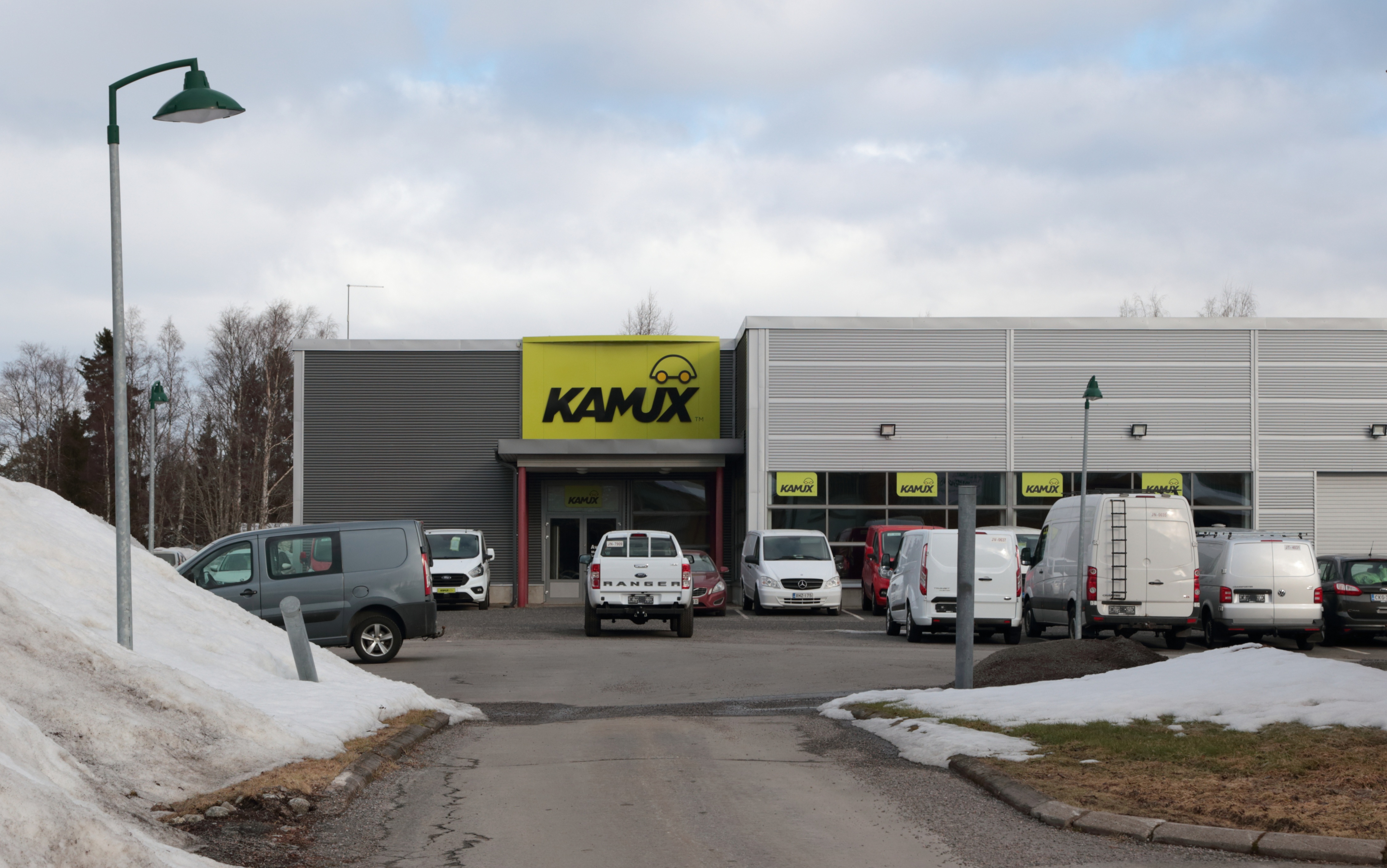
Kamux i Oulu

I december 2020 hade bolaget förutom en onlinebutik även 78 bilbutiker, varav 50 i Finland, 20 i Sverige och 8 i Tyskland. Kamux-gruppens huvudkontor ligger i Tavastehus, och dess svenska huvudkontor ligger i Upplands Väsby norr om Stockholm. Huvudkontoret i Tyskland ligger i Hamburg.
Utöver sina fysiska butiker har Kamux även webbplatser med onlineförsäljning på finska, svenska och tyska. Kunderna kan beställa en bil på nätet och få den hemlevererad eller till sin arbetsplats. Vid ren distansförsäljning har kunden två veckors returrätt. Företagets affärsidé baserar sig på en snabb lageromsättning. 2016 var lageromsättningen lite drygt en månad, alltså dubbelt snabbare än normen inom branschen.
2020 var omkring en fjärdedel av importerade bilar på Kamux, antingen hybrid-, gas- eller elbilar.

## Företagskultur
2021 berättade Kamux att de anställer upp till 80 procent av sina försäljare från andra branscher och att företaget därför satsar på utbildning och introduktion. Kamux anställda har tidigare exempelvis arbetat inom sjukvård, annan handel, som kockar eller lärare.

## Erkännanden
- 2016 vann Kamux-koncernen den finländska riskkapitalföreningen Suomen pääomasijoitusyhdistys ry:s tävling som årets tillväxtföretag.[22]
- Kamux prisbelönades med ett erkännande som Finlands bästa försäljningsorganisation 2016. Erkännandet gavs för utmärkt försäljningsanda i tävlingen om Finlands bästa försäljningsorganisation, som ordnades för sjunde gången.[23]